# Scruton
Scruton is een civil parish in het bestuurlijke gebied Hambleton, in het Engelse graafschap North Yorkshire.

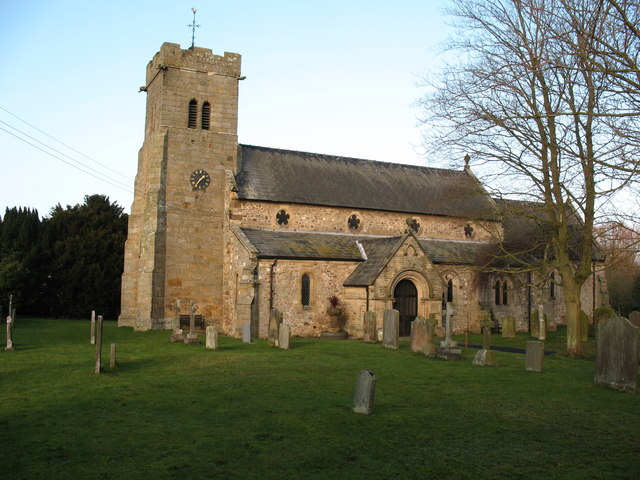
Kerk van St Radegund